# Janet Mills
Janet Trafton Mills (Farmington, 30 dicembre 1947) è una politica statunitense, governatrice del Maine dal 2019 ed in precedenza procuratrice generale dello stesso stato dal 2013 al 2019 e dal 2009 al 2011. Mills è membro del Partito Democratico.

## Biografia

### Gli inizi
Janet Mills nasce a Farmington, nel Maine, da Katherine Louise Coffin e Sumner Peter Mills, Jr., rispettivamente insegnante e avvocato. Si diploma alla Farmington High School nel 1965. Quando era adolescente fu costretta per quasi un anno a letto a causa di una grave forma di scoliosi, che fu poi rimossa chirurgicamente. Per un breve periodo di tempo frequentò il Colby College, una scuola privata di Waterville, prima di trasferirsi a San Francisco, dove ha lavorato come infermiera in un ospedale psichiatrico. Più tardi si iscrive all'Università del Massachusetts, dove si laurea in arte nel 1970.
Qualche anno dopo si iscrive all'università del Maine presso la facoltà di legge per poi lavorare come stagista a Washington. In seguito si laurea in giurisprudenza sempre presso la medesima università.

### Carriera politica
La sua carriera politica inizia nel 1980, quando venne eletta procuratore distrettuale per le contee di Androscoggin, Franklin e Oxford, carica che mantenne per altri tre mandati. Nel 1994 si candidò con il Partito Democratico alla Camera dei rappresentanti per il 2º distretto del Maine ma perse le primarie contro John Baldacci, che alla fine assunse la carica l'anno seguente.
Nel 2008 venne eletta procuratore generale per il Maine ed entrò in carica l'anno seguente. Nel 2010 si ricandida per un secondo mandato ma non viene rieletta. Si ricandidò nel 2012 venendo questa volta rieletta. Venne riconfermata nel 2014 e 2016, rimanendo in carica fino al 2019.
Nel 2018 viene eletta governatrice del Maine con il 50,9% dei voti ed entra in carica il successivo 2 gennaio.